# Grupa Parângu
Grupa Parângu (531.2) – podgrupa górska w rumuńskich Karpat Południowych. Nazwa pochodzi od najwyższego z pasm grupy – Parâng.
Grupa leży między rzeką Olt na wschodzie a rzeką Jiu na zachodzie. Obejmuje pasma górskie:
- Parâng
- Góry Sebeș
- Góry Sybińskie
- Góry Lotru
- Góry Căpătini.